# Daniel I. Arnon
Daniel Israel Arnon, född 14 november 1910 i Warszawa, död 20 december 1994 i Berkeley i Kalifornien, var en polsk-amerikansk växtfysiolog och biokemist. Han var professor i cellfysiologi vid University of California i Berkeley. Han tilldelades 1973 den amerikanska utmärkelsen National Medal of Science i klassen för biologiska vetenskaper.